# Pilliga
Pilliga (210 habitants) est un petit village de la Nouvelle-Galles du Sud, en Australie, à 20 km au nord de Coonabarabran
Il est situé à proximité de la forêt protégée de Pilliga, une forêt semi-aride de région tempérée qui abrite le cyprès noir d'Australie (Callitris endilicheri) ou l'Eucalyptus crebra avec des Melaleuca. La faune comprend de nombreux macropodidae mais aussi des koalas, des Leipoa ocellata, des cacatoès de Latham mais aussi la « souris Pilliga ».
La ville possède aussi des sources artésiennes avec une eau à 37 °C et des bains libres d'accès.
Selon la légende, la région était habitée avant l'arrivée des européens par le Yowie, une sorte de yéti australien.